# Чеховський міський округ
Чеховський район - муніципальне утворення і адміністративно-територіальна одиниця на півдні Московської області Росії.
Адміністративний центр - місто Чехов.

## Географія
Площа району становить 865,85 км² . Район межує з міськими округами Домодєдово, Подольск, а також з Ступинським, Серпуховським районом Московської області, містом Москвою а також з Калузькою областю.
Основні річки - Лопасня, Нара.